# Parsism

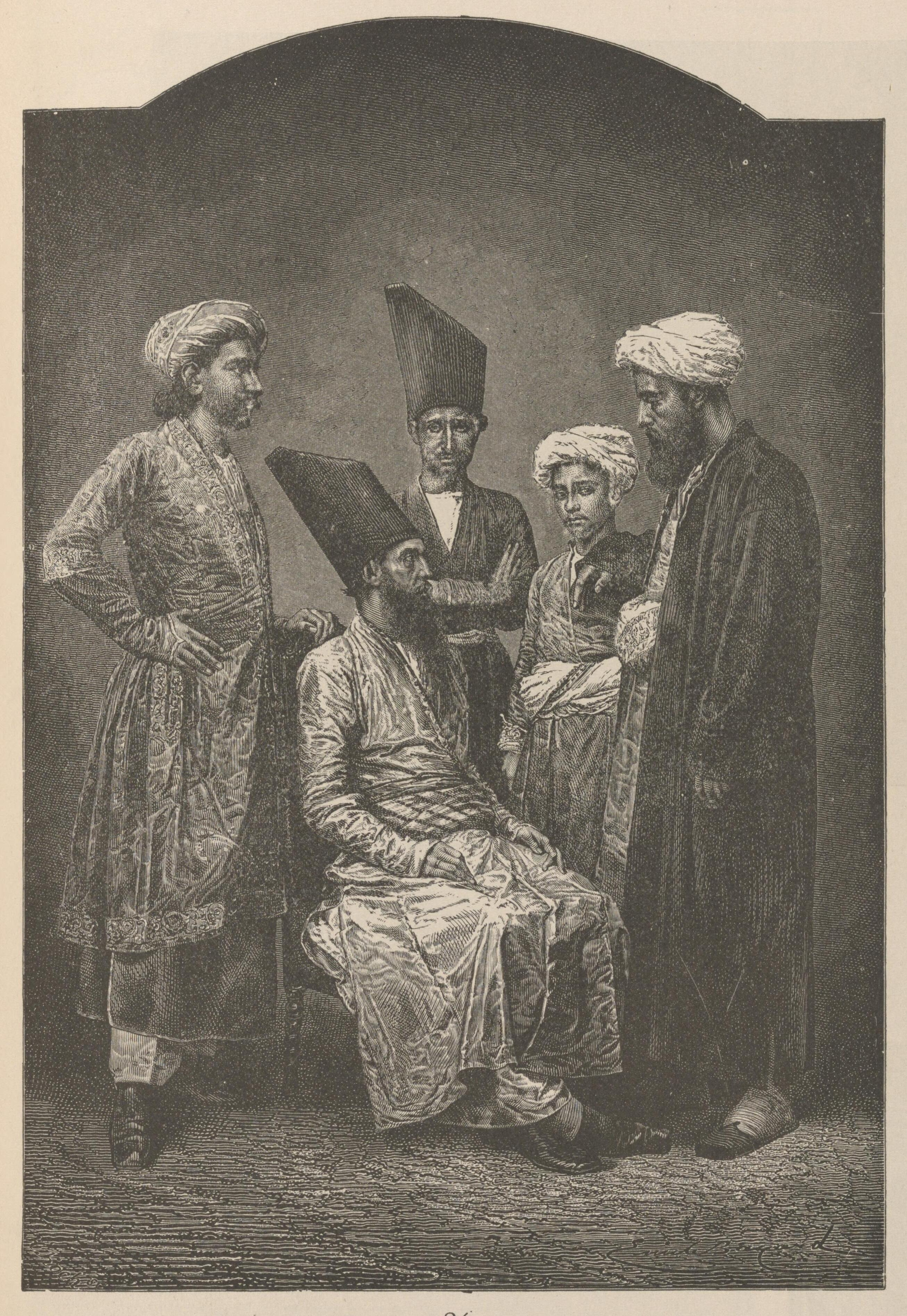
"Parser i Bombay" - träsnitt från omkring 1878.

Parsism är parsernas religion. Parser är namnet på ett folk som från början var en av de 48 ariska stammarna från norra Indusregionen, beskrivna i Rigveda. En del av dessa stammars civilisationer kan dateras till ca 5600 f.Kr. Numera syftar benämningen främst på de zoroastrier som utvandrade från Iran på 850-talet efter den islamiska erövringen.
Man utvandrade framför allt till vad som är dagens Indien i flera omgångar och parserna har länge utgjort en välutbildad och välbeställd grupp, men de är idag en tynande minoritet i och omkring Bombay. Gruppen tynar därför att parsismen inte längre är en missionerande religion – de söker inga nya proselyter. Gruppen i Bombay sägs till och med vägra nya konvertiter, och blandäktenskap kan leda till uteslutning. Folkräkningen i Indien 2001 hittade 69 601 parsiska bekännare.

## Riter

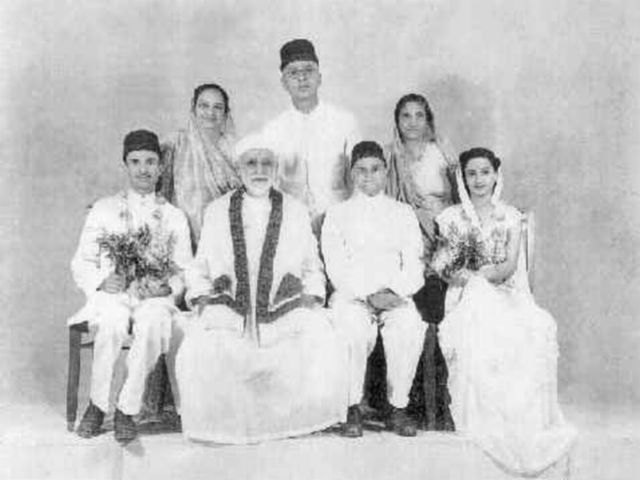
Giftermålsporträtt, 1948

Indiens parser har i mycket hållit fast vid ursprungliga traditioner från zoroastrismen. Begravningsritualen med sina karakteristiska torn, dakhma, där de döda lades ut som åtel till rovfåglar och var ett synligt inslag i det persiska landskapet, har nu ersatts av att kropparna torkas i solen. Eldkulten utövas i templet agiari. Elden är en helig symbol för guden Ahura Mazdas närvaro och får inte slockna. Eldarna graderas i tre renhetsklasser. I Indien finns åtta eldar av den heligaste graden varav fyra i Bombay. Det är prästernas uppgift att hålla eldarna vid liv och recitera Avesta vid ceremonier. Den högst skattade har brunnit fortlöpande i mer än tusen år, sägs det.

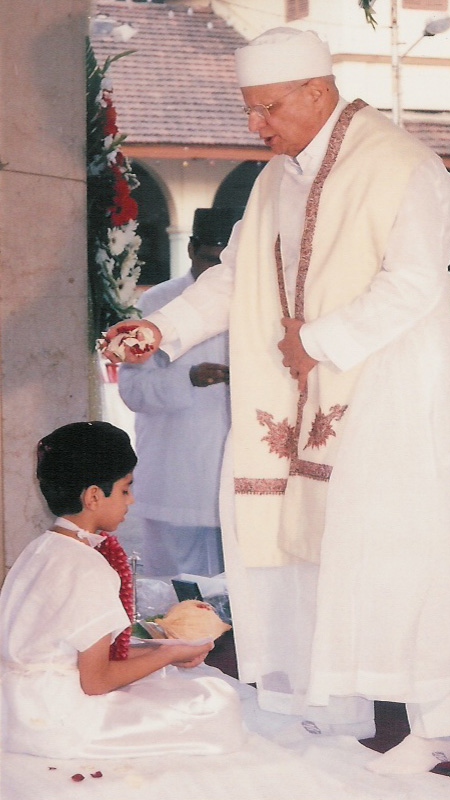
Parsisk Naujoteceremoni (en initiationsrit)

Förutom vid livets sista skede är vigsel och en initiationsrit de huvudsakliga ceremonierna. Den enskilde som håller på ritualerna har därutöver att fem gånger dagligen be och därvid knyta lammullssnöret som är en del av den traditionella dräkten med vit bomullsskjorta, se bilden. Barnen verkar vara runt nio-tio år, då de för första gången bär dessa symboler vid initiationsriten naujote.